# Auhof (Schweitenkirchen)
Auhof ist ein Gemeindeteil von Schweitenkirchen im oberbayerischen Landkreis Pfaffenhofen an der Ilm. Die Einöde liegt circa zwei Kilometer südöstlich von Schweitenkirchen.
Auhof wurde am 1. Mai 1978 als Ortsteil der zuvor selbständigen Gemeinde Aufham im Rahmen der Gemeindegebietsreform nach Schweitenkirchen eingegliedert.